# پیرئوس
شهر پیرِئوس در استان آتیک در کشور یونان واقع شده است که دارای جمعیت ۱۷۰٬۷۱۵  نفر می‌باشد.